# Дуниловка
Дуниловка — река в России, протекает по Ржевскому району Тверской области. Устье реки находится в 25 км по правому берегу реки Бойня к у деревни Глебово. Длина реки составляет 15 км, площадь водосборного бассейна 102 км².
На реке стоят деревни Сельского поселения Успенское Макарово, Дунилово, Карпово и Глебово у устья.

## Данные водного реестра
По данным государственного водного реестра России относится к Верхневолжскому бассейновому округу, водохозяйственный участок реки — Волга от Верхневолжского бейшлота до города Зубцов, без реки Вазуза от истока до Зубцовского гидроузла, речной подбассейн реки — бассейны притоков (Верхней) Волги до Рыбинского водохранилища. Речной бассейн реки — (Верхняя) Волга до Куйбышевского водохранилища (без бассейна Оби).
Код объекта в государственном водном реестре — 08010100412110000000861.